# Takeshi Saito
Takeshi Saito (斎藤 毅 Saitō Takeshi; 9 de setembro de 1961) é um matemático japonês, especialista em teoria dos números e geometria algébrica.
No Departamento de Ciências Matemáticas da Universidade de Tóquio graduou-se em 1984, com um mestrado em 1986 e um doutorado em 1989. Foi orientado por Kazuya Katō.
Foi palestrante convidado do Congresso Internacional de Matemáticos em Hyderabad (2010: Wild Ramification of Schemes and Sheaves).

## Publicações selecionadas

### Artigos
- Saito, Takeshi (1987). «Vanishing Cycles and Geometry of Curves Over a Discrete Valuation Ring». American Journal of Mathematics. 109 (6). 1043 páginas. ISSN 0002-9327. doi:10.2307/2374585
- Saitō, Takeshi (1993). «Determinant representation, Jacobi sum and de Rham discriminant (Algebraic Number Theory : Recent Developments and Their Backgrounds)» (PDF). Departmental Bulletin Paper, Kyoto University. 数理解析研究所講究録 (Mathematical Analysis Workshop Proceedings) (844): 79-83
- Saito, Takeshi (2004). «Log smooth extension of a family of curves and semi-stable reduction». Journal of Algebraic Geometry. 13 (2): 287-322
- Saito, Takeshi (2014). «Characteristic cycle and the Euler number of a constructible sheaf on a surface». arXiv preprint arXiv:1402.5720

### Livros
- Kato, Kazuya; Kurokawa, Nobushige; Saito, Takeshi; Kurihara, Masato (2000). Number Theory 1: Fermat's Dream. Col: Translations of Mathematical Monographs, vol. 186. [S.l.]: American Mathematical Soc. ISBN 978-0-8218-0863-4
- Kato, Kazuya; Kurokawa, Nobushige; Saitō, Takeshi; Kurihara, Masato (2000). Number Theory 2: Introduction to class field theory. Col: Translations of Mathematical Monographs, vol. 240. [S.l.]: American Mathematical Society. ISBN 978-0-8218-1355-3
- Saito, Takeshi (18 de dezembro de 2014). Fermat's Last Theorem: The Proof. Col: Translations of Mathematical Monographs, vol. 245. [S.l.]: American Mathematical Society. ISBN 978-0-8218-9849-9